# Helius mainensis
Helius mainensis là một loài ruồi trong họ Limoniidae. Chúng phân bố ở miền Tân bắc.